# Источно ратиште Америчког грађанског рата
Источно ратиште Америчког грађанског рата (енгл. Eastern Theater of the American Civil War) обухвата ратне операције на источној обали САД током грађанског рата (1861–1865). Већина ратних операција је током прве три године рата вођена у државама Вирџинија (део Конфедерације) и Мериленд (део Уније). Током четврте године рата, борбе су се прошириле на Џорџију, а затим и обе Каролине. 
Вирџинија је од почетка (битка на Бул Рану) до краја рата (битка код Апоматокса) остала главно упориште снага Конфедерације, и место најтежих и најкрвавијих окршаја у целом рату, пошто су концентрисане снаге Конфедерације под командом генерала Роберта Лија на овом простору дуго (све до битке код Гетизбурга) успеле да задрже слободу деловања и стратегијску иницијативу, одбивши више офанзива надмоћних снага Уније (код Бул Рана и Ричмонда). Снаге Конфедерације под Лијевом командом успеле су да упркос знатно мањем броју изведу две офанзиве на Мериленд, у покушају да угрозе Вашингтон и тако изнуде прекид рата: прва је одбијена у бици код Ентитама, а друга у одлучујућој бици код Гетисбурга. После тога Северњаци су нападали, а Јужњаци се дуго и жилаво бранили, упркос помањкању хране и муниције, чија се количина стално смањивала због поморске блокаде јужњачких лука и пустошења током Шермановог похода на море, и тако је остало до краја рата.

## Позадина
Амерички грађански рат почео је 14. априла 1861. када су Јужњаци (сецесионисти) заузели Форт Самтер (енгл. Fort Sumter) у близини Чарлстона (Јужна Каролина). Настао је рат 22 северне државе (22.9 милиона становника) против 11 јужних (5.5 милиона, од чега 3.5 милиона робова). Сва се индустрија налазила на Северу, а Југ је обиловао памуком и прехрамбеним производима. Регуларна војска САД пре одцепљења јужних држава била је малобројна. У почетку сукоба више од 2/3 официра и скоро целокупни остали састав изјаснили су се за Унију. Главну снагу Конфедерације чинили су добровољци, вични оружју, који су у почетном периоду рата били бројно јачи од регуларних трупа Севера.

### Поморска блокада Конфедерације
На мору и рекама Север је имао надмоћ, јер је већина ратних бродова (око 90, од чега 30 парних) и важнијих арсенала, бродоградилишта и складишта остала у рукама Уније. Конфедерација је 17. априла 1861. одобрила гусарење, а Унија је два дана касније прогласила поморску блокаду Конфедерације. Поморска ситуација сецесиониста се нешто поравила 20. априла заузећем поморске базе Норфок, где је заплењено око 2.000 топова, разног ратног материјала и неколико ратних бродова. Од 565 официра, колико је имала ратна морнарица САД, до тада је већ 260 прешло на страну Југа и приступило стварању нове Ратне Морнарице Конфедерације.
Да би опет успоставио Унију, Север је морао офанзивним операцијама да освоји целу област Конфедерације. План Југа заснивао се на дуготрајном отпору, гусарењу и диверзијама. Наде Југа да ће блокада од стране Севера, којом је прекинут извоз памука, изазвати интервенцију Велике Британије и Француске нису се оствариле. Разуђена источна обала Северне Америке и речно војиште Мисисипија стварали су обема странама повољне услове за садејство ратне морнарице са копненом војском. Главно поморско војиште на североистоку био је залив Чеспик, са рекама Потомак (енгл. Potomac River), Репехенек (енгл. Rappahannock River), Јорк (енгл. York River) и Џејмс (енгл. James River), а најважније речно био је Мисисипи са пловним притокама. Напори југа на мору могли су бити усмерени само у правцу ломљења и пробијања блокаде.

## Ратне операције у 1861. години

### Супротстављене снаге
По избијању рата, Линколн је позвао под оружје 42.000 добровољаца на 3 године и 40.000 људи за регуларну војску и морнарицу, поред милиције која је мобилисана на 3 месеца. Генерал Роберт Ли, војни саветник председника Конфедерације, прикупио је две армије, једну (око 20.000 људи) под генералом Пјером Борегаром код Менесеса и другу (око 11.000 људи) под генералом Томасом Џонстоном код Харперс Ферија у Вирџинији. Север је до почетка операција прикупио свега око 55.000 људи: 30.000 под генералом Ирвином Макдауелом стајало је пред Вашингтоном у логору на Потомаку, а 25.000 под генералом Робертом Петерсоном (енгл. Robert Patterson) на Потомаку пред ушћем реке Шенандое. У Вашингтону, под паролом Напред у Ричмонд, захтевано је да се нападне Борегар.

### Прва битка на Бул Рану
Макдауел је 16. јуна кренуо са својом још неспремном армијом према Менесесу, рачунајући да ће Петерсон спречити Џонстона да се споји са Борегаром. Неспремност армије Севера показала се већ на маршу. Макдауел није могао за битку да прикупи све расположиве снаге, док је Џонстон, на вест о поласку армије са Потомака, са својом групом пошао Борегару у помоћ железницом. До битке је дошло 21. јула на реци Бул Ран, у којој су сецесионисти зауставили напад униониста и противнападом их натерали у бекство све до утврђења пред Вашингтоном. Гоњење тученог противника превазишло је снаге импровизоване армије Југа. Обе стране су увиделе да је пре даљих акција потребно спремити трупе које ће бити способније за борбу. Такоје дошло до прекида операција на овом делу фронта за 6 месеци.

### Ескалација рата и блокада Конфедерације
После битке на Бул Рану Линколн је од Конгреса овлашћен да позове под оружје још 500.000 добровољаца и повећа флоту, која је крајем 1861. за блокаду Конфедерације располагала са 264 брода најразличитијих типова, подељених у 4 ескадре. До краја 1861. заплењено је око 150 сецесионистичких бродова који су покушали да пробију блокаду. Да би блокада била ефикаснија, Север је отпочео операције за освајање повољних база на кључним тачкама Југа. Тако су 29. августа заузете базе гусара код рта Хетереса (енгл. Cape Hatteras) и у сунду Пемликоу (енгл. Pamlico Sound), а у новембру Порт Ројал (енгл. Port Royal), операцијом у којој је учествовало 18. ратних и 36 транспортних бродова и 13.000 војника.
Будући да су Порт Ројал бранила два фора, који су унакрсном ватром затварали прилаз луци, командант флоте Севера је поделио своје топовњаче на два одреда: са одредом од 9 бродова напао је јаче утврђење, док је са слабијим од 5 топовњача демонстрирао. Остваривши ватрену надмоћ (5:1), бродови Севера су присилили браниоце да до пада мрака напусте положаје. Ова операција је показала да се дрвене топовњаче могу успешно носити са обалским утврђењима, па је до краја рата изведен низ сличних подухвата.
Пред крај године за врховног команданта трупа Севера постављен је Џорџ Меклелен, који се истакао као организатор и повећао армију на Потомаку на 100.000 људи. Дисциплина и извежбаност армије брзо су побољшане под његовом командом. Југ је веровао да је рат одлучен битком на Бул Рану и очекивао интервенцију Европе. Борегарова армија, која се задржала код Сентервила, није појачана јер се сматрало да се морају чувати обале.

### Поморско ратиште
Око 30 гусарских бродова Југа почело је дејствовати одмах после почетка рата. У првих 5 месеци запленили су око 50 трговачких бродова, али су гусари постепено уништени или потиснути. Крстарички рат Југа, који је водило углавном 5 помоћних крстарица на свим океанима, био је успешан - заплењено је, уништено или продато страним власницима око 1.000.000 тона бродова униониста (40% укупне тонаже из 1860). Најпознатије помоћне крстарице биле су Алабама, Флорида, Сумтер и Шенандоа, од којих су се само прве две одржале дуже од једне године.

### Резултати
На брзу руку организоване и слабо обучене и вођене јединице Севера и Југа нису у 1861. гдини донеле никакав значајнији резултат који би утицао на даљи ток и исход рата. Обема странама предстојало је да организују и обуче јединице и поново размотре своје ратне планове.

## Ратне операције у 1862. години

### Неуспела офанзива Уније на Ричмонд
У пролеће 1862. снаге Уније под командом генерала Џорџа Меклелена (око 190.000 људи) кренуле су у офанзиву на Ричмонд, где су сецесионисти имали 85.000 људи. Након завршених покрета, претходних дејстава и прикупљања у мају и јуну, противничке снаге биле су спремне за обрачун. Заповедник одбране Ричмонда, генерал Џозеф Џонстон, покушао је да задржи напредовање снага Уније код Севн Пајнса (31. маја-1. јуна).
Без обзира на слабији однос снага, командант сецесионистичких трупа генерал Роберт Ли наредио је 26. јуна напад, чиме је започела седмодневна битка код Ричмонда. Пораз корпуса на левој обали реке Чикахоминија (енгл. Chickahominy River) изазвао је у штабу армија Севера велико обесхрабрење. Не верујући више да може потући Лија и заузети Ричмонд, Меклелен је одлучио да одступи до доњег тока реке Џејмс (енгл. James River), сматрајући да офанзиву може поновити само са знатним појачањима.
У Вашингтону су били другог мишљења, па су место њега за врховног команданта одредили генерала Хенри Хелека (енгл. Henry Halleck). Овај је наредио пребацивање армије морем у Еквија Крик (енгл. Aquia Creek), притоку Потомака, да би се ради поновне офанзиве према Ричмонду могла спојити с армијом генерала Поупа кога је Линколн поставио за команданта свих снага на Репехенеку (енгл. Rappahannock River) и у долини Шенандое.

### Офанзива Конфедерације у Северну Вирџинију
Ово радикално мењање операционог плана раставило је снаге Севера у опасној мери, а Ли је умео да искористи ову слабост. Меклелен, који је смењен са дужности врховног команданта снага Севера, али је задржао команду над армијом на Потомаку, са главнином је још био на доњем Џејмсу када је Ли, закључивши да се Унионисти спремају да евакуишу полуострво Вирџинија, оставио пред Ричмондом 20.000 људи, а са 50.000 кренуо у Северну Вирџинију да би тамошњим снагама Севера задао ударац још док је Меклелен пловио морем. Ли је снаге генерала Поупа нашао на јаком положају иза реке Репехенека и, одлучивши се за широк обухват десног крила, изнудио 29. и 30. августа другу битку на Бул Рану. Лијеве трупе су одбиле све нападе униониста, али нису могле спречити њихово повлачење у Вашингтон.

### Упад Конфедерације у Мериленд
Поуп је принуђен да препусти команду Меклелену, који је тада одређен за команданта свих унионистичких снага на Потомаку (око 150.000 људи). Ли није желео да друга победа на Бул Рану остане неискоришћена и, пошто је добио појачање, ушао је у Мериленд да би ову државу одвојио од Уније. Влада није дозволила Меклелену да са целом армијом крене против Лија; 60.000 морао је оставити ради заштите Вашингтона, али је са 90.000 ипак био два пута јачи од Лија, који се пред њим повукао иза реке Ентитем. Овде га је Меклелен напао 17. септембра, али пошто је оклевао да уведе у борбу и последње резерве, Јужњаци су одбили све нападе. И поред тога, пред великом надмоћншћу трупа Севера, морали су да напусте Мериленд. 
Како је Меклелен оклевао да у Вирџинији изнуди другу битку, замењен је генералом Е. Бернсајдом, који је прихватио нов план: да крене преко Екви Крика до Репехенека, пређе реку изненада код Фредриксбурга и настави наступање право ка Ричмонду. Али је Ли успео да на време поседне положај на висовима код Фредриксбурга где је 15. децембра одбио напад униониста, који су претрпели страховите губитке. Обе противничке стране презимиле су раздвојене Репехенеком.

### Поморско ратиште
У току целе 1862. флота Севера је у Вирџинији садејствовала копненој војсци превожењем трупа на мору и Потомаку, и водила борбу са бродовима сецесиониста. Пред крај 1862. унионисти су заједничким операцијама копнене војске и ратне морнарице запосели више споредних лука на обалама Југа. Дејства у периоду 1861-1862. показала су да је ратна морнарица Севера слабо припремљена. Карл Маркс и Фридрих Енгелс су њену команду више пута критиковали за тактичке грешке и неспособности у акцијама против обалских утврђења Јужњака.

### Резултати
Друга година рата није се завршила неповољно за Југ. Упркос бројној надмоћи униониста, Југ је одбио две офанзиве Севера, у Вирџинији, на главном ратишту, сачувао је слободу акције, а на западу могао је још одржавати везу са присталицама с друге стране Мисисипија. Влада Севера у прве две године рата није водила одлучну ратну политику: ропство није укинуто, војском су командовали политичари без ратног искуства, а буржоазија се користила ратом за богаћење. Неодлучна политика Линколнове владе изазвала је све јачи протест народних маса: све чешће је захтевано додељивање земље фармерима, чишћење војске и администрације од реакционарних (про-јужњачких) елемената и ослобођење црнаца. Под притиском бирача Линколн је у другој половини 1862. спровео низ ера за ефикасније вођење рата: сваки Американац који је упалтио незнатну суму новца могао је добити земљу; за издају САД прописана је смртна казна; 1. јануара 1863. ступио је на снагу закон о ослобођењу црнаца - робова који су припадали сопственицима плантажа Југа, прочишћен је командни кадар и образовани нови пукови састављени од радника и ослобођених робова. Ове мере су 1863. уродиле плодом.

## Ратне операције у 1863. години

### Чанселорвил и нови упад у Мериленд
На истоку, обе стране чекале су прилику за офанзиву. Међутим, због тешкоћа у снабдевању, Јужњаци су морали да одвоје одреде ради прикупљања хране. Снаге Севера, за чијег је команданта постављен генерал Џозеф Хукер (енгл. Joseph Hooker), уместо Бернсајда, покушале су да далеким заобилазним покретом преко горњег тока Репехенека присиле Јужњаке да изиђу из својих шанчева. Коњички корпус униониста упућен је да руши железничка постројења у позадини сецесиониста. Међутим, код Чанселорсвила, 1-3. маја, генерал Ли, иако знатно слабијих снага (60.000 Јужњака против преко 130.000 униониста), однео је једну од својих највећих победа.
Јужњаци су затим поново упали у Мериленд: 1-3. јула дошло је до битке код Гетизбурга - 76.000 Јужњака притив 115.000 униониста - у којој су јужњаци претрпели неуспех. Трупе Севера пропустиле су прилику да униште непријатеља који се постепено повлачио из Репидена (енгл. Rapiden River), иако су га следиле до Репехенека.

### Рат на мору
Унионисти су почетком године за операције против Чарлстона опремили снажну поморску ескадру. После неуспелих покушаја фрсирања улаза у луку 7. априла и 10. августа, Чарлстон је опседнут с копна и блокиран с мора. Ова опсада чувена је, поред осталог, и због прве употребе подморнице у рату. Мере предузете те године за одсецање Конфедерације од увоза показале су се корисним: 1863. армија Југа почела је да осећа несташицу муниције и ратног материјала.

### Резултати
У трећој години рата снаге и средства Југа знатно су се смањиле. Губитком Мисисипија и поразом код Чатануге скоро потпуно су одвојене четири државе: Тексас, Аркенсо, Мисисипи и Тенеси. Ово опадање снага Југа одразило се и у Вирџинији. Југ је, додуше, успео да заустави надирање војске Уније, али је за офанзивну акцију на непријатељску територију, и поред амбициозних планова и покушаја, био бројно сувише слаб.

## Ратне операције у 1864. години

### Опсада Питерсбурга и Ричмонда
Пошто врховни командант Уније, Хенри Хелек (енгл. Henry Halleck), није за 18 месеци успео да координира покрете далеко надмоћнијих армија Севера на источном ратишту, Линколн је на његово место поставио Гранта, који се у досадашњем току рата показао као далеко најспособнији генерал Уније. На западном ратишту наследио га је генерал Вилијем Текумсех Шерман. Грант је са главном армијом у пролеће кренуо на Ричмонд, заобилазећи са истока Лијеве положаје, иако је овај давао упоран отпор у низу бојева, као код Вилдернеса (енгл. Wilderness) 8. и 9. маја, и код Спотсилваније (енгл. Spotsylvania) 19. маја. У овим операцијама унионисти су изгубили око 55.000 људи, а Јужњаци око 25.000. Пребацивање армије преко Чикахоминија и Џејмса 18-25. јуна, био је најуспелији Грантов маневар. Али, пропустио је прилику да заузме Питерсбург , који је Ли споро појачавао. Питерсбург и Ричмонд, спојени железницом и заштићени рововима са севера, истока и југа, представљали су јаке тврђаве у које су појачања и залихе из позадине могле стизати реком, каналима и железничким пругама. Опсада Питерсбурга претворила се у праву рововску војну. Унионисти су продужавали своје линије према југу, да би заузели железничке пруге које су с југа и југозапада водиле у Питерсбург и Ричмонд. Но сецесионисти су до краја године успели да задрже две железничке пруге. Накнадно су трупе генерала Филипа Шеридена потисле трупе Југа из долине Шенандое, житнице Ричмонда, коју су потпуно опустошиле.
За то време у бици код Нешвила (15. децембра) уништена је последња организована армија Конфедерације на западном ратишту, док је генерал Шерман 15. новембра кренуо из Атланте са 60.000 људи и извео до 21. децембра гласовити марш кроз Џорџију према мору (Шерманов поход) у Севену, једну од последњих лука Конфедерације на обали Атлантика, пустошећи крајеве из којих се Југ снабдевао храном.

### Операције на мору
Све расположиве снаге ратне морнарице Севера (590 ратних бродова подељених у 9 ескадри) ангажоване су почетком године у блокади и ради заузећа оних лука Конфедерације преко којих се још снабдевала војска Југа. Ипак су заједничке операције копнене војске и РМ Севера у Флориди доживеле пораз, а и кампања на Ред Риверу, у садејству са копненим снагама, доживела је пораз. Најзад је, 5. августа, адмирал Ферегат заузео Мобил, последњу већу луку на обали Мексичког залива.
Јужњаци су у току 1864. на реци Роуеноук (енгл. Roanoke River) изградили нову речну флотилу, предузели операције у подручју сундова и лагуна и благодарећи својој оклопњачи Albemarle, успели да заузму Плимут и поново овладају сундом Елбемарл (енгл. Albemarle Sund). Када је 27. октобра потопљена Albemarle, бродови униониста су без отпора ушли у у сунд Елбемарл и запосели Плимут. Вилмингтон, последња лука Конфедерације, после пада Саване брањен је утврђењем Форт Фишер (енгл. Fort Fisher), баражима и ратним бродовима, па је за форсирање улаза било потребно садејство копнене војске. Зато је Форт Фишер заузет тек 15. јануара 1865, комбинованим нападом с копна и мора.

## Ратне операције у 1865. години

### Пад Питерсбурга и капитулација
Пад Ричмонда се очекивао пошто Јужњаци нису имали снага за одбрану својих положаја. Грант је тада упутио снаге под Шерманом да крену кроз обе Каролине  према северу и привукао снаге под Шериданом из долине Шенандое. Јужњаци су покушали напад да би спречили напредовање униониста, али су одбијени. Тада унионисти наступају левим крилом. Шериденова победа 1. априла над десним крилом армије Југа код Фајв Форкса (енгл. Five Forks) довела је трупе Севера до железничке пруге Питерсбург-Линчбург (енгл. Lynchburg). Идућег јутра су Грантове снаге напале на широком фронту и потиснуле снаге под Лијевом командом до предграђа Питерсбурга, а следеће ноћи почело је повлачење трупа Југа. Ричмонд се предао 3. априла. Остацима Лијеве армије запречен је пут код Епометокса (енгл. Appomatox), где су капитулирали 9. априла.
Шерманове трупе су већ 17. фебруара заузеле Колумбију и кренуле даље према северу. Џонстонове снаге капитулирале су 26. априла у Гринсбороу (енгл. Greensboro).
Овим је отпор Југа скршен, рат завршен, САД су оновљене, а ропство је укинуто.